# Rockne S. O'Bannon
Rockne S. O'Bannon (Los Ángeles, California; 12 de enero de 1955) es un productor y escritor de televisión. Escribió el guion de la película de ciencia ficción Alien Nation y fue el creador de las series de televisión SeaQuest DSV, The Triangle y Farscape. También ha creado la serie de misterio Cult y ha desarrollado el drama de suspense y ciencia ficción Defiance, que se estrenó el 15 de abril de 2013 en el canal temático de Syfy.
Fue criado en un hogar influenciado por la industria cinematográfica. Su padre era gaffer o jefe de eléctricos en los estudios Warner, durante la edad de oro del cine y su madre fue una bailarina profesional, que trabajó junto a Fred Astaire.
Sus primeros guiones fueron para las series de misterio y ciencia ficción Amazing Stories de la NBC y para la versión de 1985 de The Twilight Zone, de la CBS.
O'Bannon se enorgullece de "ofrecer espectáculos que realmente son, a su manera, realmente únicos" y llegar a los límites del género de la ciencia ficción. Ha ganado varios Premios Saturn (incluyendo la mejor serie para Farscape)  y ha sido nominado para otros premios como Premio Hugo y un Premio WGA.

## Filmografía
| Constantine       | 2014      | Serie de televisión | Guion (1 episodio: "The Darkness Beneath"), Consulting Producer                                                   |
| Revolution        | 2013      | Serie de televisión | Guion (4 episodios), productor ejecutivo (17 episodios)                                                           |
| Defiance          | 2013      | Serie de televisión | Desarrollo, Guion (2 episodios), productor ejecutivo (12 episodios)                                               |
| Cult              | 2013      | Serie de televisión | Creador, Guion, productor ejecutivo (12 episodios)                                                                |
| V                 | 2009      | Serie de televisión | Guion (1 episodio: "Unholy Alliance"), productor consultivo (10 episodios)                                        |
| The Triangle      | 2005      | Miniserie           | Guion, productor ejecutivo                                                                                        |
| Farscape          | 1999–2004 | Serie de televisión | Creador (81 episodios), productor ejecutivo consultivo (66 episodios), productor ejecutivo (22 episodios)         |
| Creature          | 1998      | Miniserie           | Guion |
| Deadly Invasion   | 1995      | Telefilm            | Director, Guion                                                                                                   |
| SeaQuest DSV      | 1993      | Serie de televisión | Creador (23 episodios), argumento/guion (1 episodio)                                                              |
| Fear              | 1990      | Película            | Director, Guion                                                                                                   |
| Alien Nation      | 1989      | Serie de televisión | Guion (personajes – 18 episodios) (personaje – 4 episodios)                                                       |
| Alien Nation      | 1988      | Película            | Guion |
| Amazing Stories   | 1985      | Serie de televisión | Guion (1 episodio)                                                                                                |
| The Twilight Zone | 1985      | Serie de televisión | editor de argumento (18 episodios), consultor de argumento(6 episodios), guion (4 episodios), guion (4 episodios) |